# About Us But Not About Us
About Us But Not About Us es una película de drama psicológico filipina de 2022 dirigida por Jun Lana. La película está protagonizada por Romnick Sarmenta y Elijah Canlas.

## Premisa
Eric (Romnick Sarmenta) y su alumno Lancelot (Elijah Canlas) conversan durante una comida en un restaurante y revelan secretos.

## Elenco
- Romnick Sarmenta como Ericson; un hombre gay que trabajaba como profesor de literatura[3][2][4]
- Elijah Canlas como Lancelot; un estudiante de la Universidad de Filipinas que tiene a Ericson como mentor. Ericson ayuda a su personaje después de que su padrastro golpeara al estudiante. Canlas describió al personaje como un superviviente, que también fue víctima de un sacerdote pedófilo cuando tenía diez años.[4]

## Producción
About Us But Not About Us fue producida por The IdeaFirst Company, Octoberian Films y Quantum Films bajo la dirección de Jun Lana. Perci Intalan, la expareja de Lana, fue el productor. Lana describió a la película como un proyecto «personal» que creó durante un «período de depresión». Al caracterizar la película como «en parte ficción y en parte confesional», Lana reveló que escribió durante tres días seguidos la historia de la película, inspirándose en sus traumas de infancia.
La historia de la película es «conversacional» y presenta sólo dos personajes sentados hablando entre sí en un solo escenario. Una parte importante de la historia estaba en inglés. About Us But Not About Us tardó cinco días en rodarse y la lectura del guion tuvo lugar un día antes.

## Lanzamiento
La película se estrenó en Estonia en el 26º Festival de Cine Black Nights de Tallin en noviembre de 2022. Se proyectó en cines de Filipinas como una de las ocho entradas oficiales del Festival de Cine de Verano de Metro Manila 2023, que comenzó el 8 de abril de 2023.

## Recepción

### Respuesta de la crítica
About Us But Not About Us fue reconocida como la Mejor Película en la competencia Critics' Pick del 26º Festival de Cine Black Nights de Tallin. El crítico de cine Niki Nikitin, como asistente al festival de cine de Estonia, elogió la película como «magistralmente orquestada» a pesar de tener un presupuesto reducido.

### Reconocimientos
| Premio                                 | Fecha de la ceremonia | Categoría              | Recipient(s)              | Resultado | Ref. |
| -------------------------------------- | --------------------- | ---------------------- | ------------------------- | --------- | ---- |
| 2023 Metro Manila Summer Film Festival | 11 de abril de 2023   | Best Picture           | About Us But Not About Us | Ganador   |      |
| 2023 Metro Manila Summer Film Festival | 11 de abril de 2023   | Best Director          | Jun Lana                  | Ganador   |      |
| 2023 Metro Manila Summer Film Festival | 11 de abril de 2023   | Best Actor             | Romnick Sarmenta          | Ganador   |      |
| 2023 Metro Manila Summer Film Festival | 11 de abril de 2023   | Best Screenplay        | About Us But Not About Us | Ganador   |      |
| 2023 Metro Manila Summer Film Festival | 11 de abril de 2023   | Best Production Design | About Us But Not About Us | Ganador   |      |
| 2023 Metro Manila Summer Film Festival | 11 de abril de 2023   | Best Cinematography    | About Us But Not About Us | Ganador   |      |
| 2023 Metro Manila Summer Film Festival | 11 de abril de 2023   | Best Editing           | About Us But Not About Us | Ganador   |      |
| 2023 Metro Manila Summer Film Festival | 11 de abril de 2023   | Best Sound             | About Us But Not About Us | Ganador   |      |
| 2023 Metro Manila Summer Film Festival | 11 de abril de 2023   | Best Musical Score     | About Us But Not About Us | Ganador   |      |
| 2023 Metro Manila Summer Film Festival | 11 de abril de 2023   | Best Float             | About Us But Not About Us | Nominado  |      |
| 2023 Metro Manila Summer Film Festival | 11 de abril de 2023   | Special Jury Prize     | Elijah Canlas             | Ganador   |      |